# Copceac, Ștefan Vodă
Copceac este un sat din raionul Ștefan Vodă, Republica Moldova. Are o primărie, o biserică, o moară de grâu, magazine, o școală cu 3 etaje, în care învață circa 300 copii, o grădiniță. În acest sat mai este și un spital, o farmacie și o piață mică care se face în fiecare miercuri.

## Istorie
Satul Copceac a fost menționat documentar în anul 1770. Satul este situat în regiune de coline, pe valea pârâului Copceac.

## Demografie
Conform datelor recensământului din anul 2004, populația satului constituia 2577 de oameni, dintre care 51.07% - bărbați și 48.93% - femei. Au fost înregistrate 789 de gospodării casnice, iar mărimea medie a unei gospodării era de 3.2 persoane.

### Structura etnică
Structura etnică a localității conform recensământului populației din 2004:
| Grup etnic                                               | Populație | % Procentaj  |
| -------------------------------------------------------- | --------- | ------------ |
| Băștinași declarați Moldoveni Băștinași declarați Români | 2561 2    | 99,38% 0,08% |
| Ucraineni                                                | 4         | 0,16%        |
| Bulgari                                                  | 4         | 0,16%        |
| Ruși                                                     | 3         | 0,12%        |
| Găgăuzi                                                  | 2         | 0,08%        |
| Maghiari                                                 | 1         | 0,04%        |
| Total                                                    | 2577      |              |

## Administrație și politică
Componența Consiliului local Copceac (11 consilieri), ales la 5 noiembrie 2023, este următoarea:
|  | Partid                                       | Consilieri | Componență | Componență | Componență | Componență | Componență | Componență |
|  | -------------------------------------------- | ---------- | ---------- | ---------- | ---------- | ---------- | ---------- | ---------- |
|  | Partidul Acțiune și Solidaritate             | 6          |            |            |            |            |            |            |
|  | Partidul Socialiștilor din Republica Moldova | 2          |            |            |            |            |            |            |
|  | Candidat independent TAMARA GAINA            | 1          |            |            |            |            |            |            |
|  | Platforma Demnitate și Adevăr                | 1          |            |            |            |            |            |            |
|  | Partidul Democrația Acasă                    | 1          |            |            |            |            |            |            |